# Nartkala
Nartkala (russisch Нарткала) ist eine Stadt in der nordkaukasischen Republik Kabardino-Balkarien in Russland mit 31.694 Einwohnern (Stand 14. Oktober 2010).

## Geografie
Die Stadt liegt am Nordrand des Großen Kaukasus etwa 25 km nordöstlich der Republikhauptstadt Naltschik zwischen den Flüssen Tscherek und Urwan in Flusssystem des Terek.
Nartkala ist Verwaltungszentrum des Rajons Urwan.
Die Stadt liegt an der 1914 eröffneten Eisenbahnstrecke Maiski (Station Kotljarewskaja)–Naltschik. Die Station der Stadt heißt Dokschukino.

## Geschichte
Der Ort entstand 1913 beim Bau der Eisenbahnstrecke nach Naltschik als Stationssiedlung Dokschukino (russifizierte Form des kabardinischen Familiennamens Дохъушыкъуэ/ Doh'ushyq'ua), entwickelte sich besonders ab den 1930er Jahren zu einem Zentrum der Verarbeitung lokaler Landwirtschaftsprodukte und erhielt 1955 unter diesem Namen Stadtrecht.
1967 erfolgte die Umbenennung in Nartkala (turksprachig/balkarisch für Festung der Narten).

### Bevölkerungsentwicklung
| Jahr | Einwohner |
| ---- | --------- |
| 1939 | 5.368     |
| 1959 | 13.119    |
| 1970 | 18.958    |
| 1979 | 23.419    |
| 1989 | 28.171    |
| 2002 | 33.775    |
| 2010 | 31.694    |

Anmerkung: Volkszählungsdaten

## Wirtschaft
In Nartkala gibt es ein Werk für Ethanol, Malz und Futterhefen, ein Glaswerk sowie Betriebe der Elektrotechnik und Lebensmittelindustrie (Wein, Konserven, Molkerei).